# Archives départementales du Haut-Rhin
Les archives départementales du Haut-Rhin sont un service de la collectivité européenne d'Alsace, chargé de collecter les archives, de les classer, les conserver et les mettre à la disposition du public.

## Historique
Au début de la Seconde Guerre mondiale, les archives du Haut-Rhin sont évacuées à Auch dans le département du Gers faute de place à Agen où la préfecture du Haut-Rhin est installée. Les autorités allemandes demandent le retour de ces archives en conformité avec les termes de l'armistice de 1940. Ce retour est organisé entre 1940 et 1943.

## Directeurs
- Émile Herzog
- 1955-1991 : Christian Wilsdorf
- -2020 : Jean-Luc Eichenlaub

## Fonds numérisés
- état civil

## Pour approfondir